# Chris Anderson
Chris Anderson, (1961) es un emprendedor y periodista americano autor de varios libros sobre economía en internet. Fue editor en jefe de la revista Wired desde 2001 hasta 2012. Es cofundador y CEO de la empresa 3D Robotics, fabricante de drones. 
Se licenció en física en la Universidad George Washington y trabajó como investigador en el Laboratorio Nacional de Los Álamos. Vive en Berkeley, California, EE. UU.

## Trayectoria
Trabajó en la sección de internet de
- The Economist,
- Nature y
- Science.

En un artículo publicado por Wired en 2004, acuñó el término de la larga cola (inglés: the long tail). Tras su favorable acogida, desarrolló las ideas contenidas en este artículo seminal en un libro homónimo. Participa además en su difusión a través de su blog y de su actividad como conferencista.
En el libro ¨Makers: La Nueva Revolución Industrial¨, describe cómo los emprendedores pueden gracias a la popularización de la digitalización, desarrollar nuevos productos al estilo Hágalo usted mismo.

## Larga Cola
Esta teoría desarrolla por Chris Anderson en el libro de este nombre intenta demostrar cómo -en un contexto en el cual la industria del entretenimiento está migrando del mundo físico al mundo digital- surgió una cultura de la diversidad donde aparecen nuevos modelos de negocios que se enfocan en vender poco a muchos.

### Hit vs Nichos
Antes, un producto cultural –un libro, un CD o una película- precisaba una alta demanda (y una demanda localizada) para lograr su lugar en una librería, una cadena discográfica o estar en cartel un par de semanas en una sala de cine. El problema es que vivimos en un mundo físico, donde el encuentro entre oferta y demanda se da en un espacio determinado.
Para solucionar esta restricción (de espacio en un estante, de semanas en cartel) la industria cultural del siglo XX inventó los hits: aquellas películas, libros y CD que garantizan al distribuidor una masa crítica de clientes. Hits y best-sellers: El negocio era vender mucho de unos pocos productos.
Por la llamada ley de Pareto, en un local cualquiera de CD, el 20% de los títulos generan el 80% de las ganancias. El resto conforman una larga lista de CD que “salen poco”. En este modelo, oferta y demanda muchas veces se desencuentran, ya que existen productos de nicho que, si bien a nivel global tienen una masa crítica de demanda, en una determinada ciudad, en una discográfica X, con un espacio en sus estantes limitado, ese disco no está disponible. A la hora de confeccionar su catálogo, el comerciante privilegia aquellos productos que más posibilidad tienen de ser comprados en el año por el público de lectores de libros de ese barrio.
Wal Mart, por ejemplo, posee un catálogo de 4500 CD por local y para justificar la presencia de cada título en sus góndolas, este debe vender al menos 100.000 copias al año. Un catálogo amplio, pero finito, donde frecuentemente los clientes se cruzan con cientos de títulos que no son de su interés, y parten frustrados al no encontrar aquel que están buscando.
¿Por qué? Porque el mundo en línea, donde los costos de almacenamiento y distribución se reducen, se vuelve más eficaz el encuentro entre oferta y demanda. Después de todo, ¿cuánto cuesta almacenar y distribuir música en línea en Internet? Nada, o casi nada. Así, Rhapsody, un sitio de venta de canciones de música por Internet, puede ofrecer 1 millón y medio de canciones (el equivalente a 150.000 discos) vs los 4,500 discos que un cliente encuentra cuando visita un local de Wal Mart para comprar música.
Lo más interesante es que el conjunto de ventas de no-hits en Rhapsody producen un mercado mayor que los hits.[cita requerida]
Barnes & Noble ofrece 130.000 libros por local. Pero más del 50% de la venta de Amazon ocurre más allá de sus 130.000 “top titles”.
Es decir, la larga cola no es otra cosa que un mercado inesperado, aquel que surge cuando la distribución no está limitada por el espacio y las personas pueden diversificar sus gustos, más allá de los hits. En la larga cola, discos que antes no eran negocio –ni entraban en los catálogos de las discográficas- ahora están generando enormes ganancias en sitios de venta de canciones como iTunes.
Ahora, existe suficiente espacio para ofrecer de todo, a todos.

### Las tres fuerzas del Long Tail
1. La democratización de la producción.
2. La democratización de la distribución. Ebay, You Tube, Amazon. “Todos somos retailers”.
3. La conexión entre oferta y demanda. A través de buscadores, RSS, recomendaciones de usuarios, filtros colaborativos, las personas pueden bucear la larga cola de ofertas culturales, ampliar sus gustos y encontrar lo que estaban buscando.